# Mottenkugel

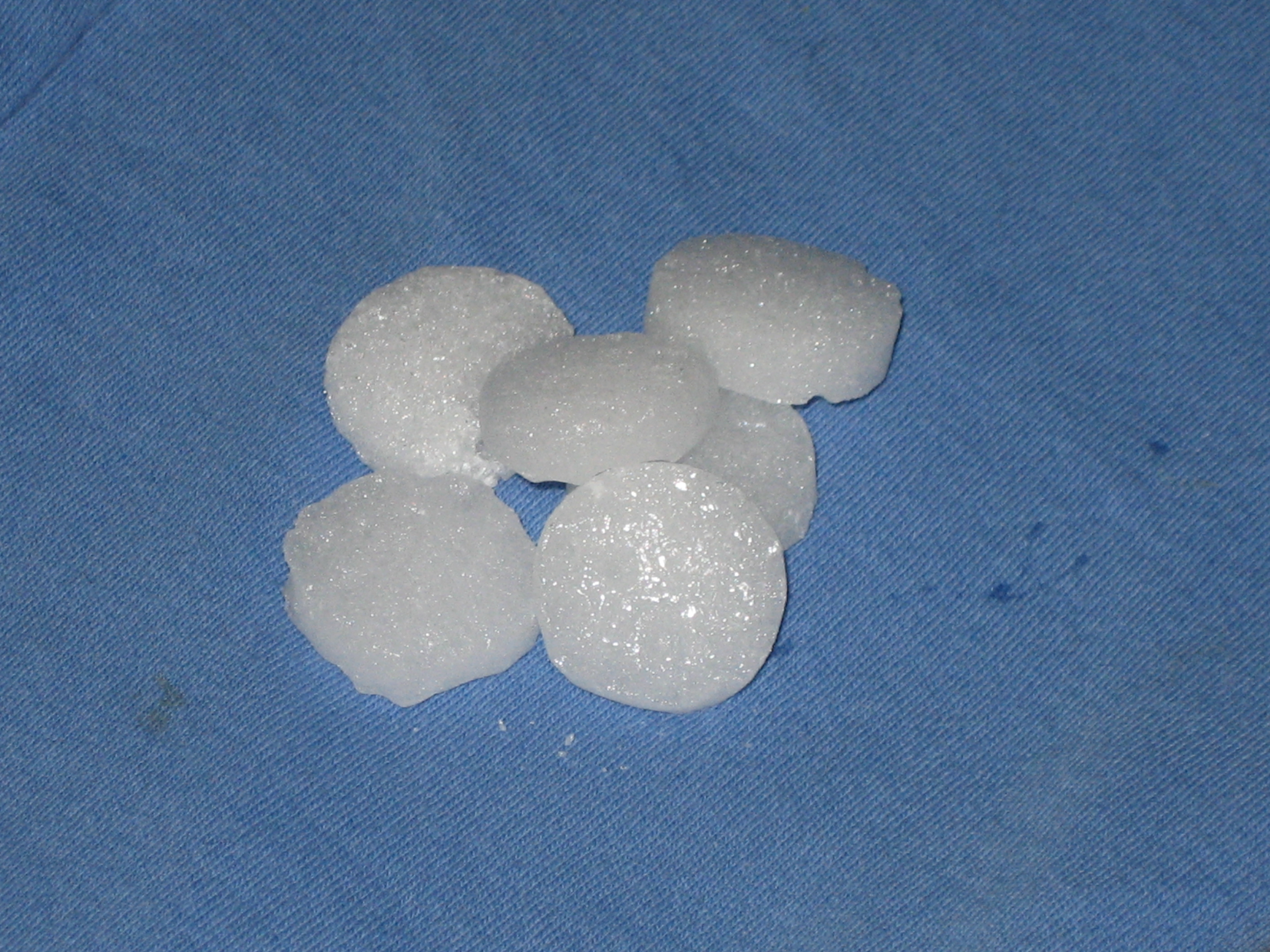
Mottenkugeln

Eine Mottenkugel ist ein stark riechendes Repellent in Form einer 0,5 bis 1,5 cm Durchmesser messenden weißen Zellstoffkugel, die zur Bekämpfung von Kleidermotten in Schränken und Truhen mit Textilien ausgelegt oder auch aufgehängt wird.
Der typische Mottenkugel-Geruch wurde früher durch das hauptsächlich enthaltene Naphthalin (C10H8) verströmt. Heute befindet sich in Mottenkugeln oder auch Mottenstrips das weniger geruchsintensive Paradichlorbenzol (PDCB) als aktiver Bestandteil. Beide Stoffe sind gesundheitsschädlich und umweltgefährdend.
Die in den Mottenkugeln befindlichen Stoffe sublimieren sehr langsam – das bedeutet, sie gehen über mehrere Jahre vom festen direkt in den gasförmigen Zustand über – und verteilen sich in der Umgebungsluft. Solche Stoffe riechen für Motten unangenehm, diese flüchten und die Kleidung wird so vor Mottenfraß bewahrt. Mottenkugeln wurden früher hauptsächlich bei der saisonbedingten Verwahrung der Winter- oder Sommerkleidung in Truhen oder bei langdauernder Verschiffung verwendet. Diesen Vorgang nannte man Einmotten.
Als Einmotten bezeichnet man auch die Konservierung von technischen Gerätschaften wie beispielsweise Automobile, Panzer oder Flugzeuge.